# Panagiōtīs Vlachodīmos
Panagiōtīs Vlachodīmos (gr. Παναγιώτης Βλαχοδήμος; Stoccarda, 12 ottobre 1991) è un calciatore tedesco naturalizzato greco, attaccante svincolato.

## Caratteristiche tecniche
Molto rapido nell'uno contro uno ed è in possesso di un'ottima creatività e fantasia.

## Carriera

### Club

#### Giovanili, Stoccarda II e Skoda Xanthi
Panagiōtīs inizia la sua carriera calcistica nel 1999 quando viene acquistato dal club della sua città natìa, lo Stoccarda, per militare nelle varie divisioni giovanili del club. Trascorre undici anni nelle trafile giovanili sino al 2010, esattamente il 3 aprile, quando debutta in 3. Liga con la seconda squadra dello Stoccarda. Ottiene la sua prima ammonizione in carriera il 30 ottobre, in occasione del match di campionato contro il Jahn Regensburg: a fine stagione totalizza otto presenze e nessuna rete messa a segno.
Divenuto svincolato per il mancato rinnovo del contratto con il club di Stoccarda, viene acquistato dallo Skodia Xanthi per militare nella Super Liga greca. L'esordio con la nuova maglia arriva il 28 agosto 2011 in occasione del match di campionato giocato contro la formazione di Salonicco, il PAOK. Realizza il suo primo gol in carriera, da calciatore professionista, il 16 ottobre durante il match di campionato contro il Panathinaikos.

#### Il passaggio all'Olympiakos
Il 24 maggio 2012 il calciatore viene acquistato dall'Olympiakos Pireo, squadra con cui si legherà dal 1º luglio dell'anno stesso. Nella sua prima stagione in bianco-rosso vince campionato e Coppa di Grecia, giocando dodici partite (più cinque in coppa) e segnando due gol. La stagione successiva, viene girato in prestito all'Augusta, con cui esordisce alla prima di campionato contro il Borussia Dortmund senza più scendere in campo. Nella sessione invernale di calciomercato ritorna all'Olympiakos, che lo gira nuovamente in prestito: questa volta al Platanias. Nella formazione cretese diventa subito titolare, giocando 14 partite di campionato mettendo a segno cinque gol, contribuendo alla permanenza della squadra in Souper Ligka.
La stagione successiva viene nuovamente girato in prestito, questa volta all'Ergotelis. Tuttavia, data la deludente esperienza coi giallo-neri, ritorna durante la sessione invernale all'Olympiakos, che lo gira nuovamente in prestito, fino al termine della stagione, ai francesi del Nîmes Olympique. Al termine del prestito (conclusosi con dodici presenze e due gol realizzati), ritorna un'altra volta all'Olympiakos. Il 30 luglio 2015 scioglie ogni vincolo contrattuale con la formazione greca.

### Nazionale
Tra il 2009 e il 2011 ha partecipato, con l'Under-19, alle qualificazioni del campionato europeo di categoria totalizzando in tutto 7 partite e 3 gol segnati.
Nel 2011, esattamente il 10 agosto, viene convocato per la prima volta dal c.t. dell'Under-21 per prendere parte al match, valevole per le qualificazioni agli Europei edizione 2013 che si terranno in Israele, contro la Bielorussia Under-21. Realizza la sua prima rete in carriera, con l'Under-21, l'11 novembre 2011 in occasione del match contro la Germania Under-21.

## Statistiche

### Cronologia presenze e reti in nazionale
| Cronologia completa delle presenze e delle reti in nazionale ― Grecia under 21 | Cronologia completa delle presenze e delle reti in nazionale ― Grecia under 21 | Cronologia completa delle presenze e delle reti in nazionale ― Grecia under 21 | Cronologia completa delle presenze e delle reti in nazionale ― Grecia under 21 | Cronologia completa delle presenze e delle reti in nazionale ― Grecia under 21 | Cronologia completa delle presenze e delle reti in nazionale ― Grecia under 21 | Cronologia completa delle presenze e delle reti in nazionale ― Grecia under 21 | Cronologia completa delle presenze e delle reti in nazionale ― Grecia under 21 |
| Data                                                                           | Città                                                                          | In casa                                                                        | Risultato                                                                      | Ospiti                                                                         | Competizione                                                                   | Reti                                                                           | Note                                                                           |
| ------------------------------------------------------------------------------ | ------------------------------------------------------------------------------ | ------------------------------------------------------------------------------ | ------------------------------------------------------------------------------ | ------------------------------------------------------------------------------ | ------------------------------------------------------------------------------ | ------------------------------------------------------------------------------ | ------------------------------------------------------------------------------ |
| 10-8-2011                                                                      | Giannina                                                                       | Grecia under 21                                                                | 2 – 3                                                                          | Bielorussia under 21                                                           | Qual. Europeo Under-21 2013                                                    | -                                                                              | 57’                                                                            |
| 11-10-2011                                                                     | Barysaŭ                                                                        | Bielorussia under 21                                                           | 1 – 3                                                                          | Grecia under 21                                                                | Qual. Europeo Under-21 2013                                                    | -                                                                              | 62’                                                                            |
| 11-11-2011                                                                     | Tripoli                                                                        | Grecia under 21                                                                | 4 – 5                                                                          | Germania under 21                                                              | Qual. Europeo Under-21 2013                                                    | 1                                                                              | 74’                                                                            |
| 14-11-2011                                                                     | Tripoli                                                                        | Grecia under 21                                                                | 0 – 1                                                                          | Bosnia ed Erzegovina under 21                                                  | Qual. Europeo Under-21 2013                                                    | -                                                                              |                                                                                |
| 29-2-2012                                                                      | Halle                                                                          | Germania under 21                                                              | 1 – 0                                                                          | Grecia under 21                                                                | Qual. Europeo Under-21 2013                                                    | -                                                                              |                                                                                |
| 1-6-2012                                                                       | Serravalle                                                                     | San Marino under 21                                                            | 0 – 0                                                                          | Grecia under 21                                                                | Qual. Europeo Under-21 2013                                                    | -                                                                              |                                                                                |
| 15-8-2012                                                                      | Kozani                                                                         | Grecia under 21                                                                | 2 – 0                                                                          | Polonia under 21                                                               | Amichevole                                                                     | -                                                                              |                                                                                |
| Totale                                                                         |                                                                                | Presenze                                                                       | 7                                                                              |                                                                                | Reti                                                                           | 1                                                                              |                                                                                |

## Palmarès

### Competizioni nazionali
- Campionato greco: 1

Olympiakos: 2012-2013
- Coppa di Grecia: 1

Olympiakos: 2012-2013
- 3. Liga: 1

Dinamo Dresda: 2020-2021